# 冥想 (尾崎亜美の曲)
「冥想」（めいそう）は、尾崎亜美のデビューシングル。1976年3月20日に東芝EMI/エキスプレスから発売された。

## 概要・制作
A面、B面曲共に作詞・作曲は尾崎亜美自身が、編曲は松任谷正隆が担当した。演奏には松任谷のほかに、ティン・パン・アレーのメンバーから林立夫が参加している。
デビュー当時、尾崎は ″第2のユーミン″ として注目され、音楽ファンからは ″京都が生んだ天才″ とも呼ばれた。尾崎によると、松任谷正隆と初めて会った時は話を理解してもらえず、宇宙人と話してるかと思ったと言われたというが、音はデモテープに忠実に作ってくれたといい、尾崎が楽曲で言いたいことはたぶんこれだろうということを、メロディーや詞から想像を巡らせてアレンジしてくれたのだろうと話している。また、尾崎はエフエム東京の番組「NOEVIR Color of Life」に出演した際、「私は夜10時には寝てる子だったんで、ずっと緊張が続いていてもう眠くなっちゃって、レコーディング中に誰だったかなー、パーカッションの斉藤ノブさんだったかがやってくれてたときに寝てしまって『この子は絶対大物になるね』って言ってるのを夢うつつで聞いていました。」と振り返っている。
シングルレコードの歌詞掲載部分には以下の内容の詩が載せられている
ひとりぼっちではいられない
なのに すぐに自分で自分を
一人にしてしまう
ひとに会うのが怖い時やわずらわしい時
いろんなものが私の色でまわりだす
夢、淋しさ、迷い、あこがれ etc.
心のエッセンスは誰のじゃまもしない
特効薬にはなれないけれど
私のエッセンスは淋しい人のそばにいたい—亜 美
これについて尾崎は書いたことすら全く記憶していないというが、いま客観的な目で見てみると、SNSが多用される現代に合っているのではないかと話しており、今は自分一人で持ちきれないものを抱えて迷っている人もたくさんいるので、今この文を読んでもらった方が伝わるかも知れないと述べている。

## 収録曲
SIDE A
冥想
作詞・作曲: 尾崎亜美 / 編曲: 松任谷正隆 / 管編曲：村岡健
SIDE B
冬のポスター
作詞・作曲: 尾崎亜美 / 編曲: 松任谷正隆

## 参加ミュージシャン
冥想
- A. Piano, E. Piano：松任谷正隆
- E. Guitar：松原正樹
- Drums：林立夫
- E. Bass：宮下圭介
- Percussion：斉藤ノブ

冬のポスター
- A. Piano, E. Piano, M. Synthesizer：松任谷正隆
- G. Guitar & E. Guitar：松原正樹
- Drums：林立夫
- E. Bass：宮下圭介
- Percussion：斉藤ノブ

## 参考資料
- 尾崎亜美『冥想』（シングルレコード）東芝EMI/エキスプレス、1976年3月20日。ETP-20247。
- 尾崎亜美『AMII OZAKI EARLY YEARS ALBUM BOX』（ボックス・セット内のブックレットより）ユニバーサルミュージックジャパン、2021年12月15日。UPCY-90055～9。